# Національна бібліотека Косова
Національна бібліотека Косова (серб. Narodna biblioteka Kosova / Народна библиотека Косова, алб. Biblioteka Kombëtare e Kosovës) — вища бібліотечна установа частково визнаної Республіки Косово, розташована в її столиці Приштині.
Місія бібліотеки полягає у збиранні, збереженні, просуванні та документальному забезпеченні доступності та інтелектуальної спадщини Косова. Бібліотека також проводить виставки, зберігає архіви національних газет і надає ряд інших послуг. Вона відома своєю унікальною історією та стилем будівлі, який викликає неоднозначні оцінки.

## Історія

### Заснування
Історія бібліотечної справи в Косові сходить до XIV—XV століть. Колекції християнських і мусульманських релігійних громад вважаються найстарішими бібліотечними архівами Косова.
Косовська інституціональна бібліотека офіційно заснована у грудні 1944 року в місті Призрені, яке у той час виконувало роль столиці.
У 1982 році бібліотека переїхала до нинішньої будівлі в Приштині, тоді столиці югославського автономного краю Косово.
Протягом багатьох років назва Національної бібліотеки Косова змінювалася залежно від політичної ситуації і приналежності регіону.
| Роки          | Назва                                                     |
| ------------- | --------------------------------------------------------- |
| 1944—1952     | Регіональна бібліотека автономної провінції Косово        |
| 1956—1961     | Бібліотечний центр Автономної провінції Косово і Метохія  |
| 1961—1970     | Національна провінційна бібліотека                        |
| 1970—1990     | Національна і університетська бібліотека Косова           |
| 1990—1999     | Національна і університетська бібліотека Косова і Метохії |
| 1999—2014     | Національна і університетська бібліотека Косова           |
| 2014— поточна | Національна бібліотека Косова                             |

Зауважте, що колишні офіційні назви Національної бібліотеки Косова албанською мовою можна знайти в бібліотечному журналі Bibloletra

### 1989—1999-ті роки
1989—1999-ті роки були важкими для Косова: югославська влада за підтримки сербського населення ліквідувала автономію краю. Албанців масово звільняли з їхніх місць роботи, албанських студентів і викладачів виганяли з університету Приштини. Багато публічних та приватних бібліотек були спалені і знищені сербами в ході албано-сербського конфлікту. Албанцям, які до того часу становили вже близько 90 % населення краю, заборонили переступати поріг Національної бібліотеки. Частину бібліотечного комплексу віддали під сербську православну релігійну школу, друга частина слугувала тимчасовим притулком для сербських біженців з Хорватії та Боснії і Герцеговини. Придбання бібліотечних матеріалів албанською мовою припинили.
Після закінчення операції НАТО в Косові виявилося, що югославська армія використовувала будівлю Національної бібліотеки Косова як військовий командний і контрольний центр. Використання охоронних культурних об'єктів у військових цілях є порушенням законів війни. Багато цінних матеріалів з Національної бібліотеки викрадено, меблі з читальних залів розбито, а карткові каталоги були звалені в підвалі. Крім того, на території комплексу знайшли безліч бракованого військового обмундирування, снайперських гвинтівок та ручних гранат. Миротворчим силам KFOR знадобилося близько тижня на перевірку будівлі на наявність прихованого мінування.
За даними національних і міжнародних організацій, близько 100 000 книжок албанською мовою серби відправили на паперову фабрику в Липляні для переробки. Серед цих книжок були об'єкти національної спадщини, цінні для вивчення історії регіону.

### Реорганізація
Після закінчення Косовської війни почалася реконструкція будівель бібліотеки і відновлення бібліотечного обслуговування на всіх рівнях. Це зроблено за сприяння спеціальної групи експертів з ЮНЕСКО, Ради Європи (CoE) та Міжнародної федерації бібліотечних асоціацій та установ (IFLA).
Ця спеціальна група експертів створила різні програми навчання бібліотечної справи. За роки реорганізації Національної бібліотеки Косова їй допомагало безліч політичних, громадських і фінансових інститутів, включаючи посольство США, ОБСЄ, Центральну бібліотеку Цюриха, Райффайзен Банк та інші.

## Архітектура

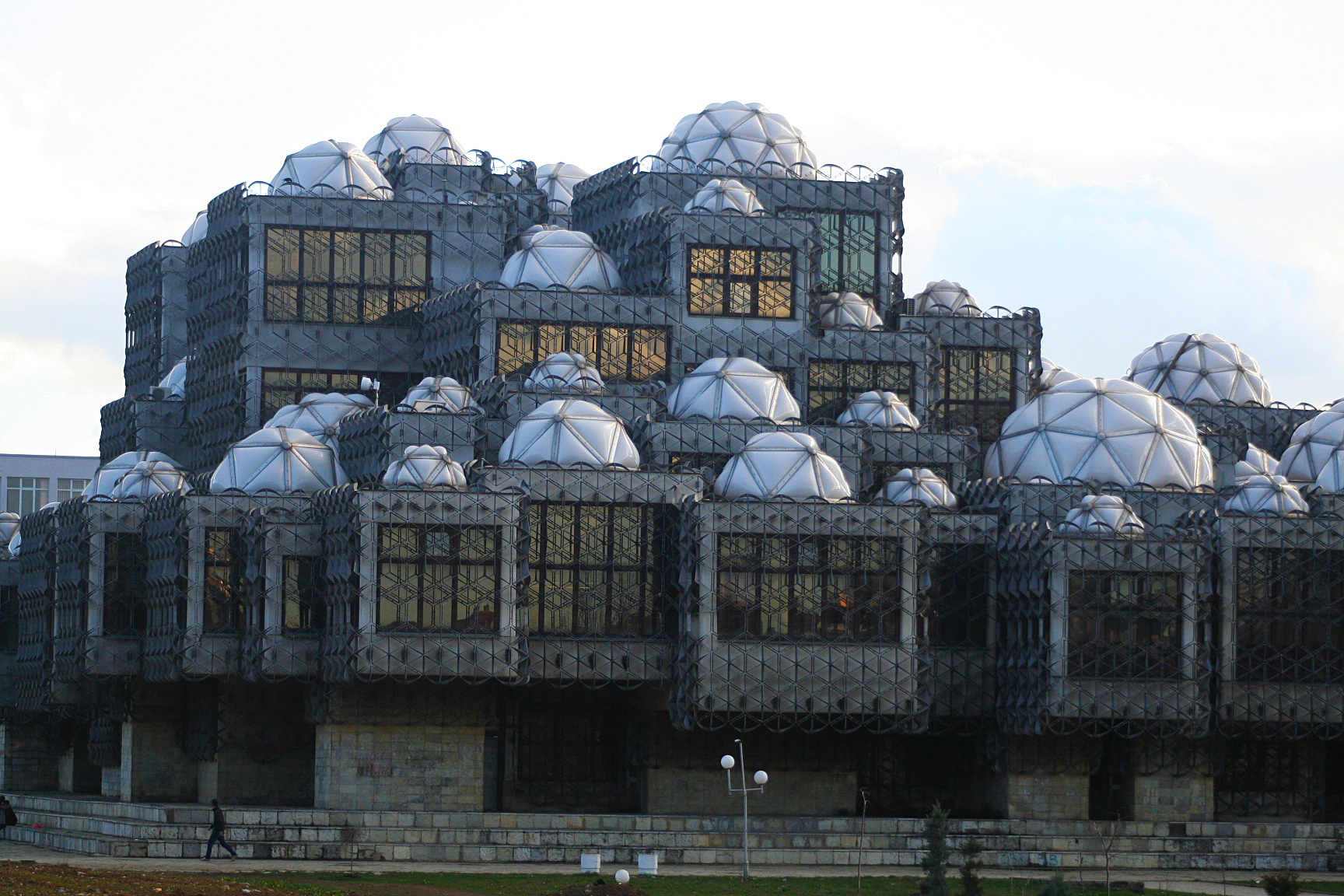
Національна бібліотека Косова.

Нинішню будівлю Національної бібліотеки Косова відкрито 25 листопада 1982 року. Автор проєкту — хорватський архітектор Андрія Мутнякович (Андрија Мутњаковић). Споруда охоплює площу в 16 500 квадратних метрів і оздоблена зенітними вікнами, 99 куполами різних розмірів і повністю покрита металевою конструкцією у вигляді рибальської сітки. Використання форми куполів обрано для максимального освітлення бібліотечних приміщень. Куполи розділені на сегменти й нагадують людський мозок — це символізує знання.
У будівлі розміщуються дві читальних зали на 300 і 100 місць відповідно, читальна зала періодичних видань, кімнати для спеціальних колекцій, каталог і дослідницький центр, 150-місна аудиторія і 75-місна конференцзала. Бібліотека здатна вміщувати близько двох мільйонів одиниць зберігання. Частина матеріалів недоступна для пересічних читачів.
Фоє бібліотеки використовується для проведення різних культурних заходів. Його підлога викладена різнобарвною мозаїкою з мармурового каменю. А вінчає фоє найбільший купол бібліотеки, забезпечуючи достатнє природне освітлення зали.

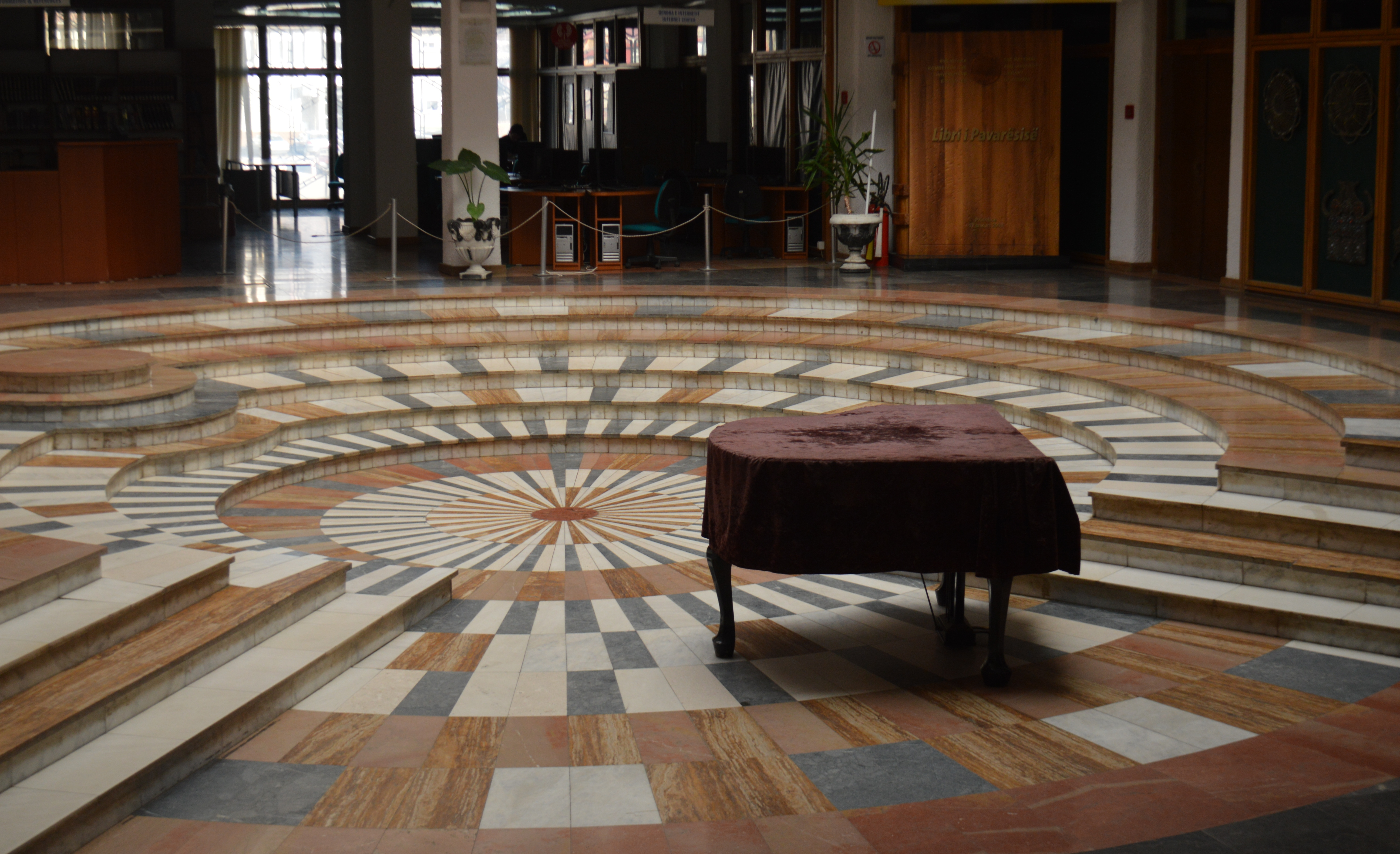
Основна зала з мармуровою підлогою.
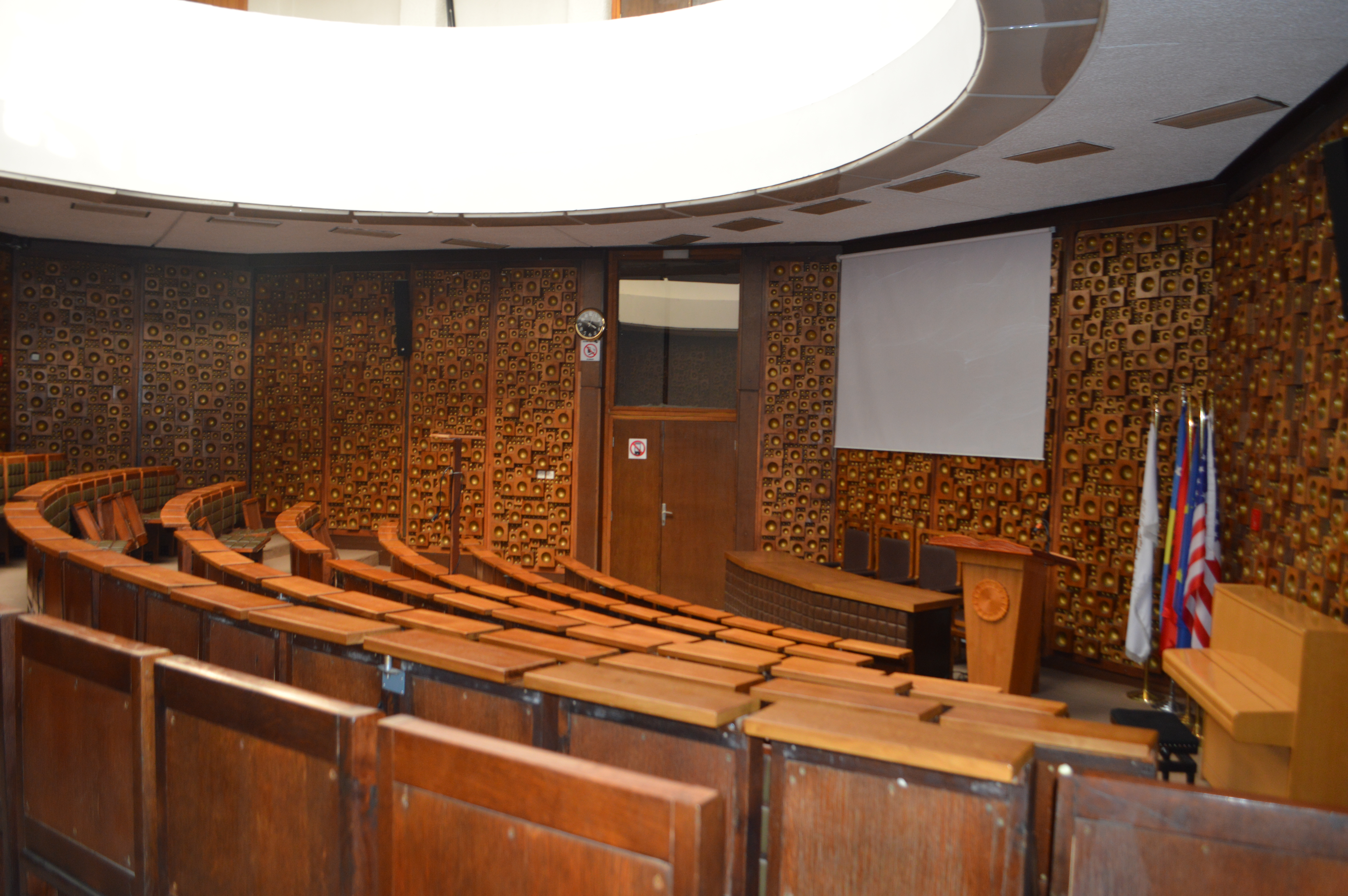
Одна з аудиторій бібліотеки.
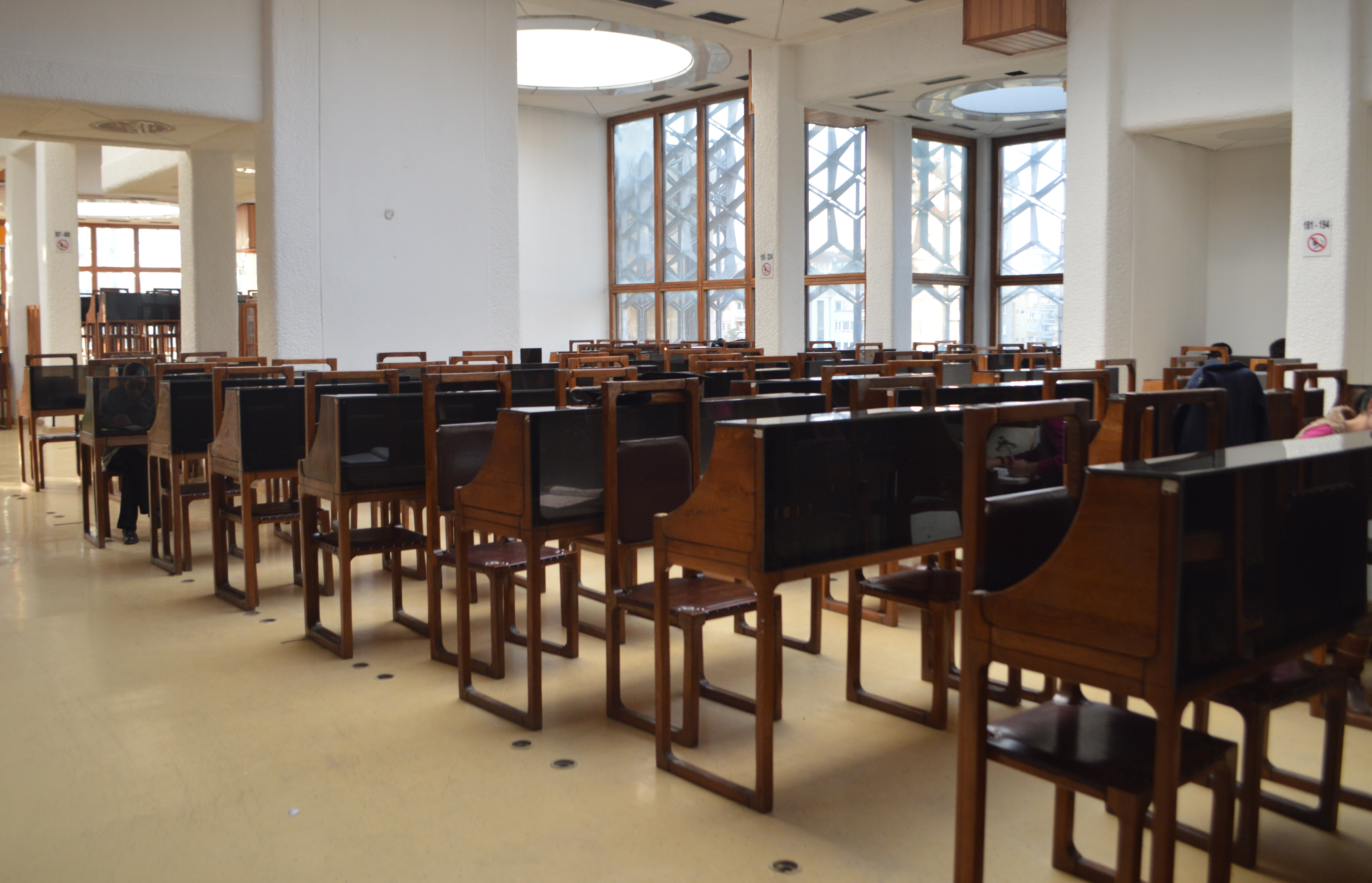
Одна з читальних зал бібліотеки.
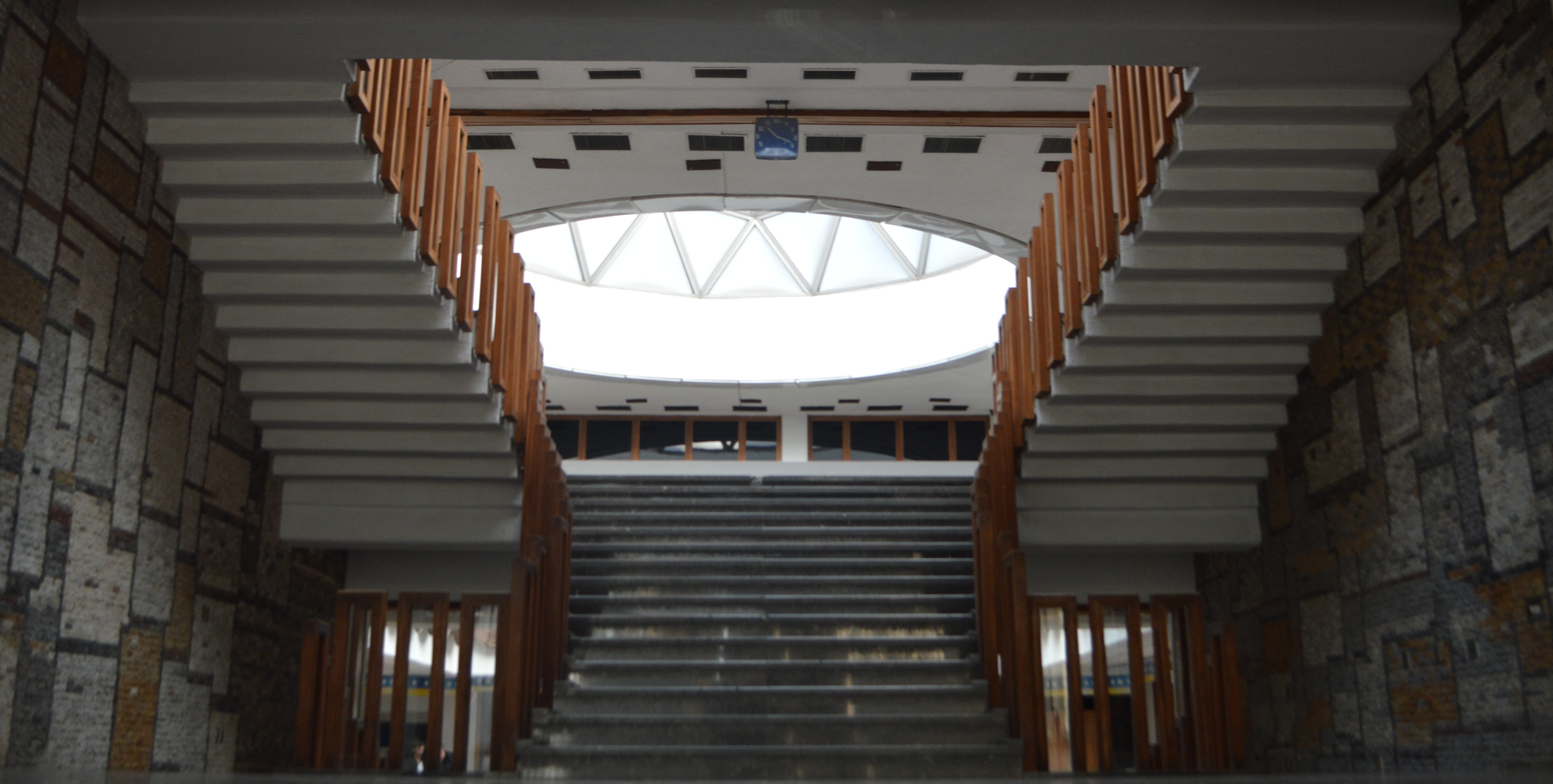
Вид на третій поверх.